# Pierre Roy (homme politique, 1936)
Pour les articles homonymes, voir Pierre Roy et Roy.
Ne doit pas être confondu avec Pierre Roy (homme politique).
Pierre Roy, né le 28 février 1936 à Plaisance et mort le 16 mars 2025 à Montréal, est un homme d'affaires et un homme politique québécois.
Il est député de Joliette à l'Assemblée nationale du Québec pour l'Union nationale de 1966 à 1970.

## Biographie
Pierre Roy obtient un diplôme de la Life Underwriter Advance Technical à l'Université Laval en 1963 et un diplôme de la Life Insurance Agency Management of Assurance à l'Université de Chicago en 1964.
Il a été gérant de commerces à Joliette de 1956 à 1960, puis agent d'assurance à la Sun Life de 1960 à 1963, gérant d'unités et de succursales, de 1963 à 1966, puis représentant de 1966 à 1970.

### Carrière politique
Pierre Roy est élu député de l'Union nationale dans Joliette en 1966. Il a été président de la Commission des affaires sociales de 1967 à 1970, puis adjoint parlementaire au ministre de la Voirie du 23 décembre 1969 au 12 mars 1970. Il est défait en 1970.

### Vie après la politique
Pierre Roy a suivi un cours d'initiation au droit en 1970 et en 1971. Il a par la suite été courtier d'assurance chez E. A. Whitehead de 1970 à 1972, puis chez C. E. Lavigne de 1972 à 1974. Il a également été vice-président des ventes chez Dulude, Forté, Lachance et Associés à Montréal de 1974 à 1978, et vice-président chez Marsh & McLennon de 1978 à 1987. De 1986 à 1993, il a été directeur de la Société canadienne des postes et membre du conseil exécutif de 1991 à 1993. De 1987 à 2006, il a été associé dans Chartier, Moisan et Associés.

### Mort
Pierre Roy meurt le 16 mars 2025 au CHUM à l'âge de 89 ans.